# رالف فاريس
رالف فاريس (بالإنجليزية: Ralph Farris)‏ هو موزع وملحن أمريكي، ولد في 1970.

## وصلات خارجية
- الموقع الرسمي
- رالف فاريس على موقع IMDb (الإنجليزية)
- رالف فاريس على موقع ميوزك برينز (الإنجليزية)
- رالف فاريس على موقع أول ميوزيك (الإنجليزية)
- رالف فاريس على موقع ديسكوغز (الإنجليزية)